# Жидилово
Жиди́лово (мак. Жидилово) — село у Північній Македонії, входить до складу общини Крива Паланка Північно-Східного регіону.
Населення — 302 особи (перепис 2002) в 105 господарствах.